# Leskovec
Leskovec (alemão: Leskawetz ) é uma comuna checa localizada na região de Zlín, distrito de Vsetín.